# Station Sosnowiec Południowy
Station Sosnowiec Południowy is een spoorwegstation in de Poolse plaats Sosnowiec.